# Heath Hunter & The Pleasure Company
Heath Hunter & The Pleasure Company – niemiecka grupa muzyczna. Najpopularniejszy utwór tego zespołu to "Revolution In Paradise" z 1996 roku.

## Albumy
- 1996 "Love Is The Answer"

## Single
- 1996: "Master & Servant"
"Revolution In Paradise"
- 1997: "Walking On Clouds"
"Mambo"
- 1998: "Weedy Weedy Wee"
"Been Around The World (That Kind Of Girl)"